# Enrico Abrahams
Henk Benjamin (Enrico) Abrahams (21 april 1943 – 30 maart 2010) was een Surinaams politicus en bestuurder.
In 1969 studeerde hij af aan de Nederlandse Economische Hogeschool (thans Erasmus Universiteit Rotterdam) met als specialisatie Geld-, Krediet- en Bankwezen en Openbare Financiën. Terug in Suriname ging hij werken bij het Planbureau Suriname waar hij eerst drie jaar economisch adviseur was en daarna vijf jaar hoofd van de Economische en Sociale Planning. In 1977 werd hij directeur van de Melkcentrale Paramaribo wat hij tot 2003 zou blijven met een kleine onderbreking van 15 maart tot 20 juni 1980 toen hij minister van Economische Zaken was in het kabinet-Chin A Sen I.
Later was hij lid van de Raad van Commissarissen van de Hakrinbank en administrateur-generaal van het Bureau voor de Staatsschuld. Begin 2010 overleed hij op 66-jarige leeftijd.